# Othoon
Othoon ist ein Theaterstück von Tankred Dorst frei nach Calderóns „Das Leben ein Traum“. Das Stück wurde am 19. Januar 2002 unter der Regie von Alexander Brill im Schauspiel Frankfurt uraufgeführt.

## Inhalt
Zwanzig Jahre war der Königssohn Othoon in eine finstere Höhle gesperrt. Sprechen mit dem Gefangenen war dem Wächter verboten. Nun lässt der König – inzwischen alt und krank geboren geworden – den Sohn frei. Ihm wird verkündet, er werde König werden. Othoon muss aber zunächst das Sprechen erlernen. Othoons Bruder setzt Othoon, den Farbigen, ins Bild: Der König hatte sich einstmals von der Königin – Mutter zweier Königskinder – ab- und einer Negerin (sic!) zugewendet, die Othoons Geburt nicht überlebt hat.
Othoon versucht die Annäherung an seine Schwester Karna. Der alte König erkennt, Othoon taugt nicht zum König. Dieser Sohn erscheint dem Herrscher als Tier. Othoon wird erneut in seine Höhle gebracht.
Der Kanzler betritt das Gefängnis und lässt Othoon mit einer guten Nachricht frei: In Othoons Namen sei Krieg gegen den Bruder geführt worden. Nach dem Sieg von Othoons Truppen sei sein Weg auf den Thron geebnet. Der König ist inzwischen an Altersschwäche gestorben. Othoon will König werden. Der gefangene Bruder wird vorgeführt. Othoon lässt ihn frei – ein Fehler, wie der Kanzler den designierten König belehrt.
Es geht das Gerücht, Othoon habe seinen Vater erschlagen. Niemand will Othoon krönen, also krönt Othoon sich selbst. Seine Regentschaft findet bald ein  Ende. Bei Hofe alleingelassen, wird er von Männern in einen Sack gesteckt und fortgeschleift.

## Textausgaben
- Tankred Dorst, Mitarbeit Ursula Ehler: Othoon. Ein Fragment. Stück und Materialien. Suhrkamp, Frankfurt am Main 2002. (Edition Suhrkamp. Theater. 3409.) ISBN 3-518-13425-6
- Othoon. Ein Fragment. Dreißig Bilder und Szenen zu einem Thema von Calderón. S. 7–56 in Tankred Dorst. Prosperos Insel und andere Stücke. Mitarbeit Ursula Ehler. Werkausgabe 8. Suhrkamp Verlag, Frankfurt am Main 2008., ISBN 978-3-518-42039-3